# جعداوية
الجعداوية (الاسم العلمي: Rhysodini)، قبيلة حشرات خنفسية من غمديات الأجنحة وفصيلة الخنافس الأرضية. هناك حوالي 19 جنسًا وما لا يقل عن 380 نوعًا موصوفًا في الجعداوية.